# Agostino Trapè
Agostino Trapè (ur. 9 stycznia 1915, zm. 14 czerwca 1987) – włoski kapłan katolicki, patrolog, dogmatyk specjalizujący się w studiach nad nauczaniem Augustyna z Hippony, w latach 1965-1971 przełożony generalny Zakonu Św. Augustyna, profesor uczelni rzymskich i konsultor wielu kongregacji watykańskich. W czasie Soboru jeden z ekspertów przygotowujących konstytucję dogmatyczną Lumen gentium.

## Życie i działalność naukowa
Urodził się Montegiorgio k. Fermo  9 stycznia 1915 r. Święcenia kapłańskie otrzymał w Rzymie, 25 lipca 1937 r. W 1938 r., w wieku 23 lat uzyskał dyplom z teologii dogmatycznej na Gregorianum. Jego teza została nagrodzona złotym medalem uczelni: Boska interwencja w myśli Idziego rzymskiego ( Il concorso divino nel pensiero di Egidio Romano).
Od 1939 r. był wykładowcą teologii dogmatycznej w Collegio internazionale di S. Monica w Rzymie, od 1960 do 1983 r. wykładał na Lateranum, w 1964-1965 r. na Gregorianie, od 1981 r. był rektorem Instytutu Patrystycznego Augustinianum. Za jego staraniem powstał przegląd teologiczny Augustinianum. Był też rektorem od samego początku, tj. od 1 listopada 1966 r. Centrum teologicznego dla świeckich (Centro di teologia per i laici) diecezji Rzymu.
Był założycielem i dyrektorem "Nuova Biblioteca Agostiniana", wydającej Opera Omnia (Dzieła wszystkie) św. Augustyna po włosku i łacinie (64 tomy). Był redaktorem serii "Caritas veritatis" z dziedziny duchowości augustiańskiej, oraz "Piccola Biblioteca Agostiniana".

## Publikacje
Był bardzo płodnym autorem. Wśród jego wydań książkowych, są m.in. następujące:
- S. Agostino, l’uomo, il pastore, il mistico, Fossano 1976, wydanie polskie: Agostino Trapè: Święty Augustyn – człowiek, duszpasterz, mistyk. Jan Sulowski (przekład). Warszawa: Instytut Wydawniczy Pax, 1987, s. 358.
- Santa Rita e il suo messaggio. Rzym: Ed. Paoline, 1983, s. 207.. Książka o św. Rycie z Cascii.
- Agostino Trapè: S. Agostino: Introduzione alla Dottrina della Grazia. T. I. Natura e Grazia, II. Grazia e libertà. Rzym: Città Nuova, 1987. ISBN 88-311-3402-7. Brak numerów stron w książce
- Sant’Agostino il maestro interiore. Wyd. 2. Rzym: Ediz. Paoline, 1988. Brak numerów stron w książce